# Kevin Mohammed Issahaku
Kevin Mohammed Issahaku (n. Tamale, Ghana, 25 de octubre de 1987) es un futbolista ghanés, nacionalizado estadounidense. Juega como delantero.

## Clubes
| Club                | País           | Año         |
| ------------------- | -------------- | ----------- |
| Atlanta Silverbacks | Estados Unidos | 2013 - 2014 |
| Club Deportivo FAS  | El Salvador    | 2014        |